# ابن ميسر
ابن ميسَّر المصري (8 مارس 1231 - 4 يونيو 1278) هو محمد بن علي بن يوسف بن ميسَّر تاج الدين، أبو عبد الله المصري المؤرخ، هو مؤرخٌ مصري، توفي بالقاهرة عام 677 هجريًا. يُشير إليه كتاب «نهاية الأرب في فنون الأدب»، حيث «كان فاضلًا جمع تاريخًا لمصر،.....، وكانت وفاته بمصر في يوم السبت ثاني عشر المحرم، ودفن بسفح المقطم. ومولده في يوم الثلاثاء جمادى الأولى سنة ثمان وعشرين وستمائة بمصر، رحمه الله تعالى».
وضع ابن ميسَّر المصري عددًا من المؤلفات، منها: «تاريخ القضاة»، وكتب ذيلًا لتاريخ المسبحي حيث بدأ فيه من حيث انتهى المسبحي، وسماه «أخبار مصر»، وتشير المصادر بأنه «انتهى إلينا منه قسم يبدأ في سنة 439 هـ وينتهي سنة 553 هـ».